# St. Georg (Oberntudorf)

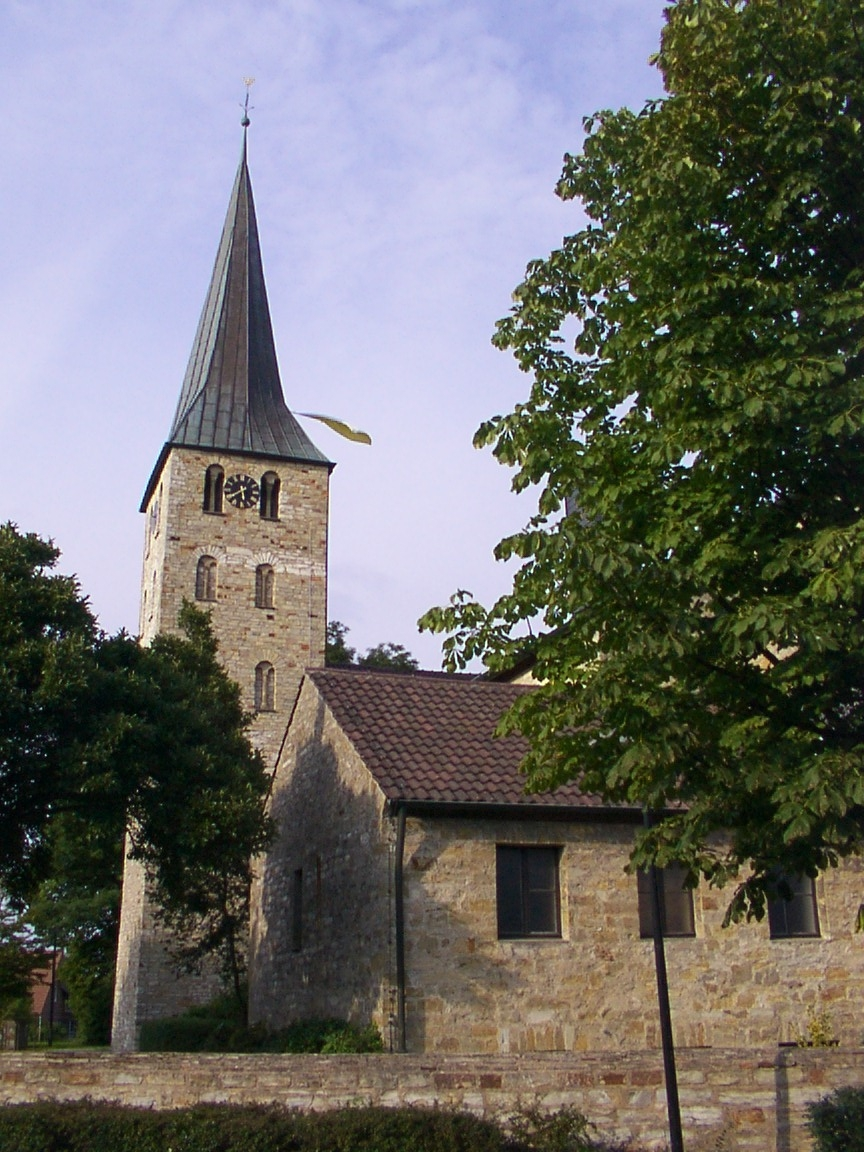
St. Georg

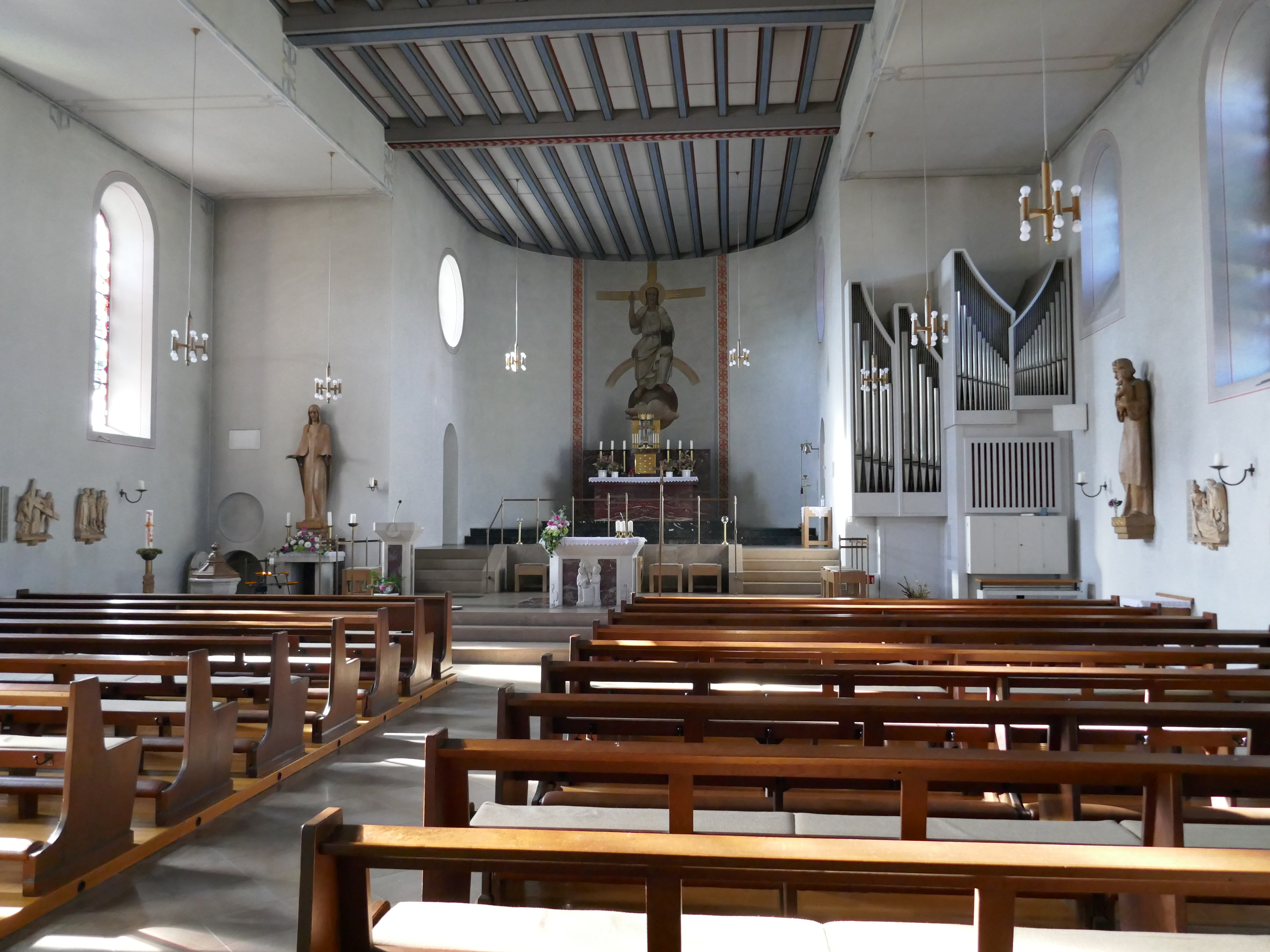
Innenansicht

Die katholische Pfarrkirche St. Georg ist ein denkmalgeschütztes Kirchengebäude in Oberntudorf, einem Stadtteil von Salzkotten im Kreis Paderborn (Nordrhein-Westfalen).

## Geschichte und Architektur
Die ursprüngliche Kirche vom Anfang des 13. Jahrhunderts war ein einschiffiger Gewölbebau mit leicht eingezogenem, quadratischen Chor. Aus dieser Zeit stammt auch der Westturm. Auf einer Inschrifttafel wird für 1663 die Wiederherstellung des Gebäudes bekundet. Eine Erweiterung nach Süden wurde 1936 und 1937 durch Josef Lucas vorgenommen. Das Nordportal ist wohl aus Fragmenten zusammengesetzt. Ein gerader Sturz zeigt Christus und die Apostel als rohes romanisches Relief. Die Kragsteine sind zwei liegende Löwen mit menschlichen Figuren zwischen den Tatzen. Zwei ähnliche Tierreliefs befinden sich an der Ostseite des Chores.

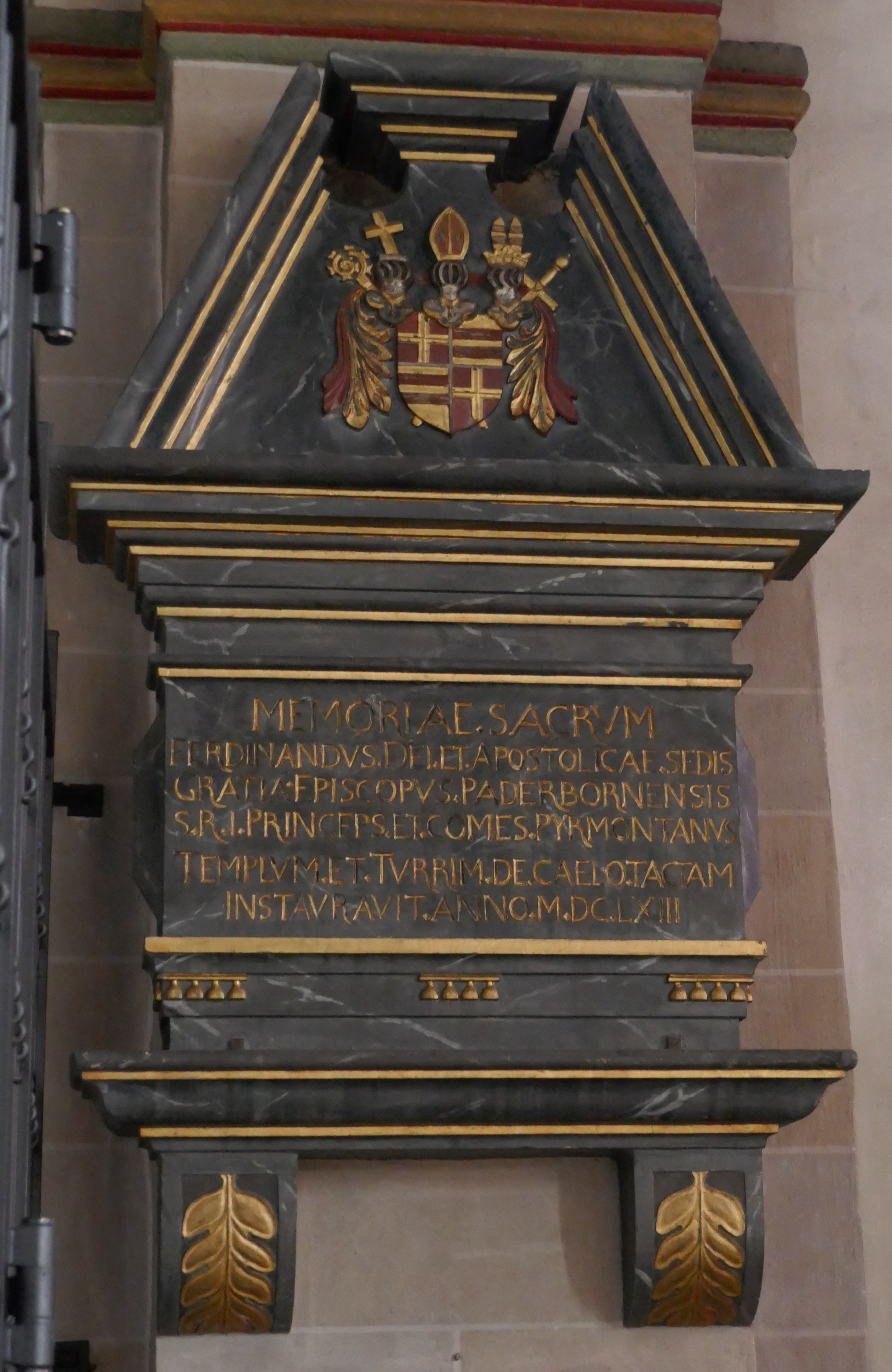
Inschrifttafel
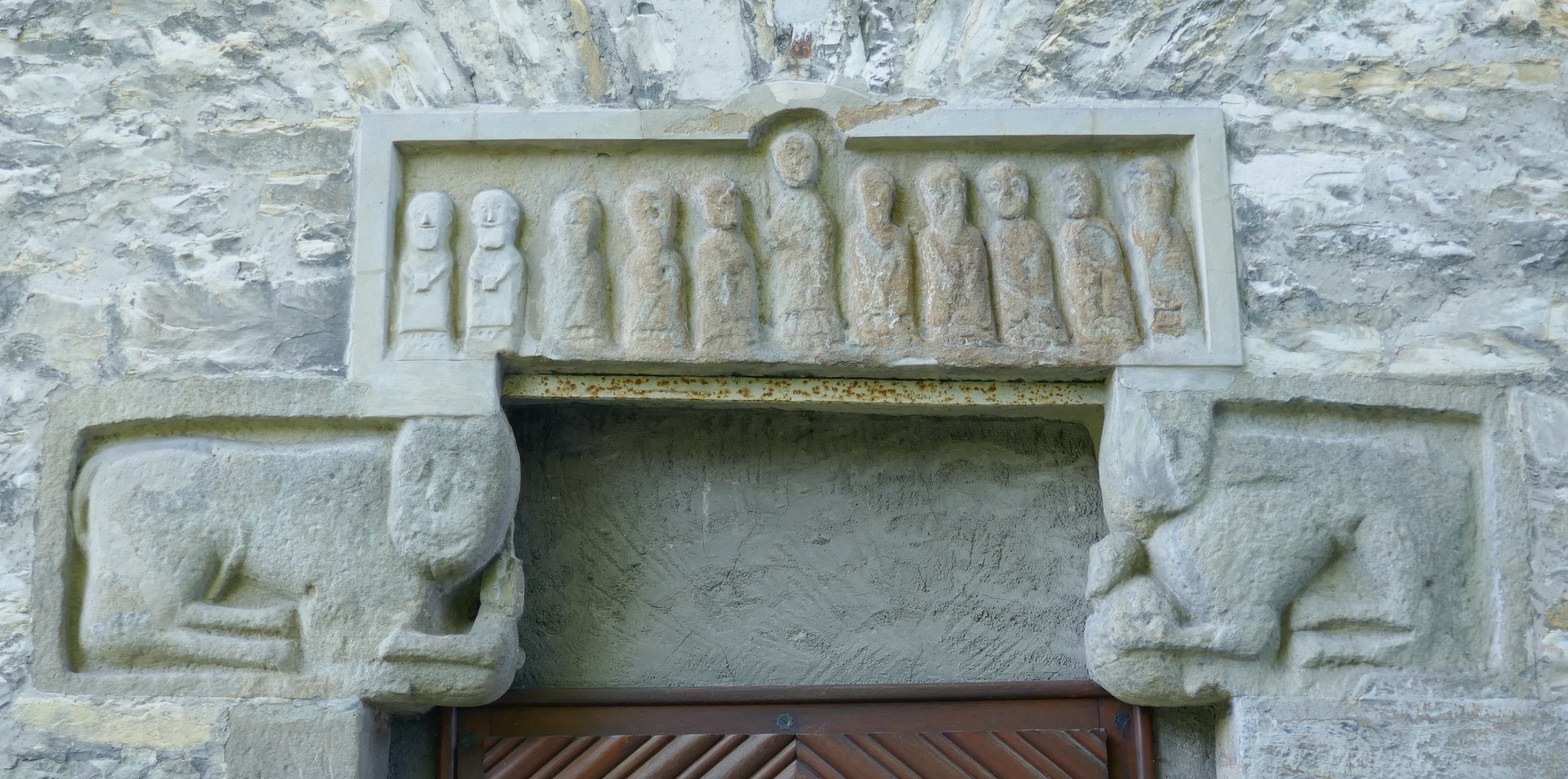
Sturz und Kragsteine des Nordportals

## Glocken
In der Kirche St. Georg zu Oberntudorf hängen 3 Sonderbronzeglocken, gegossen 1949 von Albert Junker in Brilon. Glocke 1 (g1) wiegt ca. 600 kg, Glocke 2 (b1) ca. 350 kg und Glocke 3 (c2) wiegt ca. 250 kg.